# Kommunalvalen i Sverige 1942
Kommunalvalet i Sverige 1942 genomfördes söndagen den 20 september 1942. Vid detta val valdes kommunalfullmäktige och stadsfullmäktige för mandatperioden 1943–1946 i 1 830 av 2 524 kommuner. Valet påverkade också på sikt första kammarens sammansättning. 
För att kommunfullmäktige skulle vara obligatoriskt behövde kommunen ifråga ett invånarantal högre än 700. Denna siffra överskred 1 576 kommuner, medan 135 valde att ha fullmäktige ändå. I Skaraborgs län och Gotlands län hade mindre än hälften av kommunerna fullmäktige. Utöver detta ägde 119 stadsfullmäktigeval och 185 municipalfullmäktigeval rum. De sistnämnda räknas dock inte med som "riktiga" kommunalval.

## Valda fullmäktige
Notera att jämförelserna med förra året kan vara missvisande, då 11 911 av de valda fullmäktigen var av okänd partitillhörighet vid kommunalvalet 1942, och 11 339 okända vid valet 1938.
| Parti  | Parti                        | Mandatfördelning | Mandatfördelning |
| Parti  | Parti                        | Antal            | +/−              |
| ------ | ---------------------------- | ---------------- | ---------------- |
|        | Socialdemokraterna           | 16 142           | +1 075           |
|        | Bondeförbundet               | 4 992            | +327             |
|        | Högerns riksorganisation     | 3 129            | -584             |
|        | Folkpartiet                  | 2 629            | -213             |
|        | Sveriges kommunistiska parti | 879              | +126             |
|        | Socialistiska partiet        | 11               | -368             |
|        | Övriga partier               | 55               | —                |
| Totalt | Totalt                       | 27 837 +11 911   | +885             |

## Stadsfullmäktigevalen
| Stadsfullmäktigevalen | Stadsfullmäktigevalen        | Stadsfullmäktigevalen | Stadsfullmäktigevalen | Stadsfullmäktigevalen | Stadsfullmäktigevalen | Stadsfullmäktigevalen |
| Parti                 | Parti                        | Röster                | Röster                | Röster                | Mandatfördelning      | Mandatfördelning      |
| Parti                 | Parti                        | Antal                 | %                     | +− %                  | Antal                 | +−                    |
| --------------------- | ---------------------------- | --------------------- | --------------------- | --------------------- | --------------------- | --------------------- |
|                       | Socialdemokraterna           | 628 030               | 52,8                  | -1,2                  | 2 109                 | +128                  |
|                       | Högerns riksorganisation     | 281 489               | 23,7                  | +0,8                  | 936                   | +24                   |
|                       | Folkpartiet                  | 160 779               | 13,5                  | +0,7                  | 547                   | +71                   |
|                       | Sveriges kommunistiska parti | 98 014                | 8,2                   | +3,1                  | 167                   | +66                   |
|                       | Bondeförbundet               | 4 652                 | 0,4                   | +0,2                  | 25                    | +8                    |
|                       | Socialistiska partiet        | 3 970                 | 0,3                   | -1,9                  | 0                     | -33                   |
|                       | Sveriges nationella förbund  | 3 878                 | 0,3                   | -0,5                  | 9                     | -10                   |
|                       | Övriga partier               | 9 521                 | 0,8                   | —                     | 31                    | —                     |
| Antal giltiga röster  | Antal giltiga röster         | 1 190 133             | 100                   |                       | 3 824                 | +236                  |
| Ogiltiga röster       | Ogiltiga röster              | 6 776                 |                       |                       |                       |                       |
| Totalt                | Totalt                       | 1 196 909 (68,0%)     |                       |                       |                       |                       |

Flera städer ingick inte i något av landstingen på grund av sin storlek. Vid valet 1942 var dessa sex stycken av totalt 119 städer i landet; Stockholm, Göteborg, Malmö, Norrköping, Helsingborg och Gävle. Denna särställning gjorde att städerna jämte landstingen fick delta i förstakammarvalen, där de valda stadsfullmäktigen agerade valmän. Ibland jämställs därför dessa stadsfullmäktigeval med landstingsval. Valdeltagandet var högst i Höganäs stad (80,2%) och lägst i Solna stad (47,9%), kanske därför att kommunalvalet ägde rum senare än landstingsvalet, nämligen den 8 november.
| Stockholm            | Stockholm                    | Stockholm       | Stockholm | Stockholm | Stockholm |
| Parti                | Parti                        | Röster          | Röster    | Mandat    | Mandat    |
| Parti                | Parti                        | Antal           | %         | Antal     | +−        |
| -------------------- | ---------------------------- | --------------- | --------- | --------- | --------- |
|                      | Socialdemokraterna           | 140 114         | 45,9      | 46        | -9        |
|                      | Högerns riksorganisation     | 83 770          | 27,4      | 29        | +3        |
|                      | Folkpartiet                  | 46 795          | 15,3      | 16        | +2        |
|                      | Sveriges kommunistiska parti | 30 197          | 9,9       | 9         | +6        |
|                      | Övriga partier               | 4 388           | 1,4       | 0         | —         |
| Antal giltiga röster | Antal giltiga röster         | 305 264         | 100       | 100       | +-0       |
| Ogiltiga röster      | Ogiltiga röster              | 2 752           |           |           |           |
| Totalt               | Totalt                       | 308 016 (69,5%) |           |           |           |

| Göteborg             | Göteborg                     | Göteborg        | Göteborg | Göteborg | Göteborg |
| Parti                | Parti                        | Röster          | Röster   | Mandat   | Mandat   |
| Parti                | Parti                        | Antal           | %        | Antal    | +−       |
| -------------------- | ---------------------------- | --------------- | -------- | -------- | -------- |
|                      | Socialdemokraterna           | 63 790          | 47,4     | 30       | +-0      |
|                      | Högerns riksorganisation     | 26 173          | 19,5     | 12       | -2       |
|                      | Sveriges kommunistiska parti | 24 119          | 17,9     | 10       | +2       |
|                      | Folkpartiet                  | 19 412          | 14,4     | 8        | +-0      |
|                      | Övriga partier               | 937             | 0,7      | 0        | —        |
| Antal giltiga röster | Antal giltiga röster         | 134 431         | 100      | 60       | +-0      |
| Ogiltiga röster      | Ogiltiga röster              | 426             |          |          |          |
| Totalt               | Totalt                       | 134 857 (69,6%) |          |          |          |

| Malmö                | Malmö                        | Malmö          | Malmö  | Malmö  | Malmö  |
| Parti                | Parti                        | Röster         | Röster | Mandat | Mandat |
| Parti                | Parti                        | Antal          | %      | Antal  | +−     |
| -------------------- | ---------------------------- | -------------- | ------ | ------ | ------ |
|                      | Socialdemokraterna           | 52 074         | 64,1   | 36     | -2     |
|                      | Högerns riksorganisation     | 20 878         | 25,7   | 15     | +2     |
|                      | Folkpartiet                  | 4 549          | 5,6    | 2      | -1     |
|                      | Sveriges kommunistiska parti | 3 781          | 4,7    | 1      | +1     |
|                      | Övriga partier               | 5              | 0,0    | 0      | —      |
| Antal giltiga röster | Antal giltiga röster         | 81 287         | 100    | 54     | +-0    |
| Ogiltiga röster      | Ogiltiga röster              | 386            |        |        |        |
| Totalt               | Totalt                       | 81 673 (72,6%) |        |        |        |

| Norrköping           | Norrköping                   | Norrköping     | Norrköping | Norrköping | Norrköping |
| Parti                | Parti                        | Röster         | Röster     | Mandat     | Mandat     |
| Parti                | Parti                        | Antal          | %          | Antal      | +−         |
| -------------------- | ---------------------------- | -------------- | ---------- | ---------- | ---------- |
|                      | Socialdemokraterna           | 19 539         | 60,5       | 37         | -4         |
|                      | Högerns riksorganisation     | 8 992          | 27,8       | 17         | +1         |
|                      | Sveriges kommunistiska parti | 1 962          | 6,1        | 3          | +3         |
|                      | Folkpartiet                  | 1 820          | 5,6        | 3          | +-0        |
| Antal giltiga röster | Antal giltiga röster         | 32 313         | 100        | 60         | +-0        |
| Ogiltiga röster      | Ogiltiga röster              | 75             |            |            |            |
| Totalt               | Totalt                       | 32 388 (66,4%) |            |            |            |

| Helsingborg          | Helsingborg              | Helsingborg    | Helsingborg | Helsingborg | Helsingborg |
| Parti                | Parti                    | Röster         | Röster      | Mandat      | Mandat      |
| Parti                | Parti                    | Antal          | %           | Antal       | +−          |
| -------------------- | ------------------------ | -------------- | ----------- | ----------- | ----------- |
|                      | Socialdemokraterna       | 19 626         | 63,0        | 35          | -1          |
|                      | Högerns riksorganisation | 5 893          | 18,9        | 11          | +1          |
|                      | Medborgarförbundet       | 2 616          | 8,4         | 3           | -1          |
|                      | Folkpartiet              | 1 681          | 5,4         | 2           | +1          |
|                      | Övriga partier           | 1 353          | 4,3         | 0           | —           |
| Antal giltiga röster | Antal giltiga röster     | 31 169         | 100         | 51          | +-0         |
| Ogiltiga röster      | Ogiltiga röster          | 172            |             |             |             |
| Totalt               | Totalt                   | 31 341 (73,2%) |             |             |             |

| Gävle                | Gävle                    | Gävle          | Gävle  | Gävle  | Gävle  |
| Parti                | Parti                    | Röster         | Röster | Mandat | Mandat |
| Parti                | Parti                    | Antal          | %      | Antal  | +−     |
| -------------------- | ------------------------ | -------------- | ------ | ------ | ------ |
|                      | Socialdemokraterna       | 10 617         | 63,2   | 30     | -1     |
|                      | Högerns riksorganisation | 3 162          | 18,8   | 8      | +-0    |
|                      | Folkpartiet              | 2 631          | 15,7   | 7      | +-0    |
|                      | Övriga partier           | 380            | 2,3    | 0      | —      |
| Antal giltiga röster | Antal giltiga röster     | 16 790         | 100    | 45     | +-0    |
| Ogiltiga röster      | Ogiltiga röster          | 26             |        |        |        |
| Totalt               | Totalt                   | 16 816 (60,8%) |        |        |        |